# Rincón de los Aguilares
Rincón de los Aguilares är en ort i kommunen Sultepec i delstaten Mexiko i Mexiko. Samhället hade 138 invånare vid folkräkningen 2020.